# IDGAF
"IDGAF" (afkorting voor I Don't Give A Fuck) is een single van de Britse zangeres Dua Lipa. Het is de zevende single uit Dua Lipa's debuutalbum: Dua Lipa . De single werd uitgebracht op 12 januari 2018.
IDGAF wist in vele landen de top 10 te halen, in Kroatië en Ierland werd het een nummer 1-hit. IDGAF werd een van de meest succesvolle nummers van 2018. Het nummer kreeg zes nominaties voor verschillende internationale awards. Dua won een UK Music Video Award voor Best Pop Video. In 17 landen wist het nummer ook een gouden of platina status te verkrijgen: In België kreeg IDGAF platina, in haar thuisland zelfs drie keer platina. 

## Videoclip
Voor de begeleidende videoclip werkte Dua Lipa samen met de Belgische zanger Stromae. De videoclip werd ook uitgebracht op 12 januari 2018. Deze videoclip is ondertussen al meer dan 800 miljoen keer bekeken op YouTube. Enkel New Rules doet beter van Dua Lipa's debuutalbum.
"IDGAF" werd ook genomineerd voor de MTV Video Music Awards 2018, in de categorie Best Choreography.

## Live Performances
Dua Lipa bracht IDGAF voor het eerst live op tijdens het Glastonbury Festival op 23 juni 2017. Het nummer maakte deel uit van de setlist van haar the Self-Titled Tour (2017–2018). Voorafgaand aan de uitvoering verscheen op het scherm een boodschap waarin het publiek werd gewaarschuwd voor expliciete taal, gevolgd door een oproep om de middelvinger op te steken "voor alle fuckboys die je iets hebben aangedaan". Op 21 februari 2018 verscheen een uitvoering van het nummer in de BBC Radio 1 Live Lounge in Los Angeles, waarbij Lipa werd ondersteund door Charli XCX, Zara Larsson, Alma en MØ als achtergrondzangeressen.
Later dat jaar bracht Lipa het nummer live op televisie, waaronder op The Ellen DeGeneres Show, waar ze optrad in een oversized pak en met choreografie samen met haar dansers. Op Jimmy Kimmel Live! zong ze het nummer met liveband, waarbij de songtekst op het scherm achter haar werd geprojecteerd. Op The Late Show with Stephen Colbert begon haar optreden met een scène waarin ze zichzelf toezingt in een spiegel, waarna ze werd vergezeld door dansers en een voltallige band.

## Hitnoteringen

### Ultratop 50
| Hitnotering: 20-01-2018 t/m 25-08-2018 | Hitnotering: 20-01-2018 t/m 25-08-2018 | Hitnotering: 20-01-2018 t/m 25-08-2018 | Hitnotering: 20-01-2018 t/m 25-08-2018 | Hitnotering: 20-01-2018 t/m 25-08-2018 | Hitnotering: 20-01-2018 t/m 25-08-2018 | Hitnotering: 20-01-2018 t/m 25-08-2018 | Hitnotering: 20-01-2018 t/m 25-08-2018 | Hitnotering: 20-01-2018 t/m 25-08-2018 | Hitnotering: 20-01-2018 t/m 25-08-2018 | Hitnotering: 20-01-2018 t/m 25-08-2018 | Hitnotering: 20-01-2018 t/m 25-08-2018 | Hitnotering: 20-01-2018 t/m 25-08-2018 | Hitnotering: 20-01-2018 t/m 25-08-2018 | Hitnotering: 20-01-2018 t/m 25-08-2018 | Hitnotering: 20-01-2018 t/m 25-08-2018 | Hitnotering: 20-01-2018 t/m 25-08-2018 |
| Week:                                  | 1                                      | 2                                      | 3                                      | 4                                      | 5                                      | 6                                      | 7                                      | 8                                      | 9                                      | 10                                     | 11                                     | 12                                     | 13                                     | 14                                     | 15                                     |                                        |
| -------------------------------------- | -------------------------------------- | -------------------------------------- | -------------------------------------- | -------------------------------------- | -------------------------------------- | -------------------------------------- | -------------------------------------- | -------------------------------------- | -------------------------------------- | -------------------------------------- | -------------------------------------- | -------------------------------------- | -------------------------------------- | -------------------------------------- | -------------------------------------- | -------------------------------------- |
| Positie:                               | 42                                     | 27                                     | 16                                     | 12                                     | 8                                      | 13                                     | 7                                      | 8                                      | 6                                      | 4                                      | 4                                      | 5                                      | 5                                      | 6                                      | 7                                      |                                        |
| Week:                                  | 16                                     | 17                                     | 18                                     | 19                                     | 20                                     | 21                                     | 22                                     | 23                                     | 24                                     | 25                                     | 26                                     | 27                                     | 28                                     | 29                                     | 30                                     |                                        |
| Positie:                               | 6                                      | 6                                      | 7                                      | 11                                     | 18                                     | 15                                     | 16                                     | 18                                     | 18                                     | 17                                     | 17                                     | 32                                     | 41                                     | 48                                     | 43                                     |                                        |
| Week:                                  | 31                                     | 32                                     |                                        |                                        |                                        |                                        |                                        |                                        |                                        |                                        |                                        |                                        |                                        |                                        |                                        |                                        |
| Positie:                               | 47                                     | 41                                     | uit                                    |                                        |                                        |                                        |                                        |                                        |                                        |                                        |                                        |                                        |                                        |                                        |                                        |                                        |

### Mega Top 50
| Hitnotering: 20-01-2018 t/m 25-08-2018 | Hitnotering: 20-01-2018 t/m 25-08-2018 | Hitnotering: 20-01-2018 t/m 25-08-2018 | Hitnotering: 20-01-2018 t/m 25-08-2018 | Hitnotering: 20-01-2018 t/m 25-08-2018 | Hitnotering: 20-01-2018 t/m 25-08-2018 | Hitnotering: 20-01-2018 t/m 25-08-2018 | Hitnotering: 20-01-2018 t/m 25-08-2018 | Hitnotering: 20-01-2018 t/m 25-08-2018 | Hitnotering: 20-01-2018 t/m 25-08-2018 | Hitnotering: 20-01-2018 t/m 25-08-2018 | Hitnotering: 20-01-2018 t/m 25-08-2018 | Hitnotering: 20-01-2018 t/m 25-08-2018 |
| Week:                                  | 1                                      | 2                                      | 3                                      | 4                                      | 5                                      | 6                                      | 7                                      | 8                                      | 9                                      | 10                                     | 11                                     | 12                                     |
| -------------------------------------- | -------------------------------------- | -------------------------------------- | -------------------------------------- | -------------------------------------- | -------------------------------------- | -------------------------------------- | -------------------------------------- | -------------------------------------- | -------------------------------------- | -------------------------------------- | -------------------------------------- | -------------------------------------- |
| Positie:                               | 49                                     | 49                                     | 41                                     | 33                                     | 24                                     | 14                                     | 16                                     | 16                                     | 24                                     | 15                                     | 12                                     | 16                                     |
| Week:                                  | 13                                     | 14                                     | 15                                     | 16                                     | 17                                     | 18                                     | 19                                     | 20                                     | 21                                     | 22                                     | 23                                     |                                        |
| Positie:                               | 22                                     | 29                                     | 25                                     | 27                                     | 22                                     | 22                                     | 29                                     | 29                                     | 35                                     | 41                                     | 46                                     | uit                                    |

### Single Top 100
| Hitnotering: 20-01-2018 t/m 18-08-2018 | Hitnotering: 20-01-2018 t/m 18-08-2018 | Hitnotering: 20-01-2018 t/m 18-08-2018 | Hitnotering: 20-01-2018 t/m 18-08-2018 | Hitnotering: 20-01-2018 t/m 18-08-2018 | Hitnotering: 20-01-2018 t/m 18-08-2018 | Hitnotering: 20-01-2018 t/m 18-08-2018 | Hitnotering: 20-01-2018 t/m 18-08-2018 | Hitnotering: 20-01-2018 t/m 18-08-2018 | Hitnotering: 20-01-2018 t/m 18-08-2018 | Hitnotering: 20-01-2018 t/m 18-08-2018 | Hitnotering: 20-01-2018 t/m 18-08-2018 | Hitnotering: 20-01-2018 t/m 18-08-2018 | Hitnotering: 20-01-2018 t/m 18-08-2018 | Hitnotering: 20-01-2018 t/m 18-08-2018 | Hitnotering: 20-01-2018 t/m 18-08-2018 | Hitnotering: 20-01-2018 t/m 18-08-2018 |
| Week:                                  | 1                                      | 2                                      | 3                                      | 4                                      | 5                                      | 6                                      | 7                                      | 8                                      | 9                                      | 10                                     | 11                                     | 12                                     | 13                                     | 14                                     | 15                                     |                                        |
| -------------------------------------- | -------------------------------------- | -------------------------------------- | -------------------------------------- | -------------------------------------- | -------------------------------------- | -------------------------------------- | -------------------------------------- | -------------------------------------- | -------------------------------------- | -------------------------------------- | -------------------------------------- | -------------------------------------- | -------------------------------------- | -------------------------------------- | -------------------------------------- | -------------------------------------- |
| Positie:                               | 80                                     | 38                                     | 26                                     | 21                                     | 18                                     | 16                                     | 15                                     | 13                                     | 10                                     | 8                                      | 16                                     | 17                                     | 16                                     | 18                                     | 23                                     |                                        |
| Week:                                  | 16                                     | 17                                     | 18                                     | 19                                     | 20                                     | 21                                     | 22                                     | 23                                     | 24                                     | 25                                     | 26                                     | 27                                     | 28                                     | 29                                     | 30                                     |                                        |
| Positie:                               | 22                                     | 23                                     | 25                                     | 31                                     | 31                                     | 35                                     | 49                                     | 65                                     | 79                                     | 81                                     | 79                                     | 84                                     | 96                                     | 97                                     | 97                                     |                                        |